# Denevérlégyfélék
A denevérlégyfélék (Nycteribiidae) a legyek két olyan családjának egyike, melyek denevérek vérszívó ektoparazitái.
Testük lapított, hosszú lábaik miatt pókszerűnek tűnik, nincsenek szemeik és szárnyaik. Az ismert 274 faj nagy része az óvilági trópusokon él, kevés fajuk ismert Európából vagy az újvilági trópusokról.

## Szisztematika
- Alcsalád Archinycteribiinae Maa, 1975

- Nemzetség Archinycteribia Speiser, 1901

- Alcsalád Cyclopodiinae Maa, 1965

- Nemzetség Cyclopodia Kolenati, 1863

- Alnemzetség Cyclopodia Kolenati, 1863

- Nemzetség Dipseliopoda Theodor, 1955
- Nemzetség Eucampsipoda Kolenati, 1857
- Nemzetség Leptocyclopodia Theodor, 1959

- Alnemzetség Leptocyclopodia Theodor, 1959
- Alnemzetség Oncoposthia Maa, 1966

- Alcsalád Nycteribiinae Westwood, 1835

- Nemzetség Basilia Miranda-Ribeiro, 1903

- Alnemzetség Basilia Miranda Ribeiro, 1903
- Alnemzetség Conotibia Theodor, 1967
- Alnemzetség Paracyclopodia Scott, 1917
- Alnemzetség Tripselia Scott, 1917

- Nemzetség Hershkovitzia Guimarães & d'Andretta, 1956
- Nemzetség Nycteribia Latreille, 1796

- Alnemzetség Acrocholidia Kolenati, 1857
- Alnemzetség Nycteribia Latreille, 1796

- Nemzetség Penicillidia Kolenati, 1863

- Alnemzetség Eremoctenia Scott, 1917
- Alnemzetség Penicillidia Kolenati, 1863

- Nemzetség Phthiridium Hermann, 1804
- Nemzetség Stereomyia Theodor, 1967